# 池州 (古代)
池州，唐朝时设置的州。
唐高祖武德四年（621年），以宣州的秋浦县和南陵县置，贞观元年（627年）裁撤，其地仍属宣州。永泰元年（765年），再次以宣州的秋浦县和青阳县以及饶州的至德县置，领四县，秋浦县、青阳县、至德县和石埭县。五代十国杨吴时，秋浦县改名为贵池县，至德县改名为建德县。南唐时，置东流县。宋朝时，属江南東路。元朝至元十四年（1277年）升池州为池州路。明清时，置池州府。
池州刺史
- 苏亶（武德年间）
- 李芃（765年—767年）
- 柳子华（大历初年）
- 贾恒（大历初年）
- 程某（大历年间）
- 萧复（775年）
- 郑羡（大历年间，未任）
- 张严（建中初年）
- 刘全白（790年—794年）
- 朱湾（贞元年间）
- 李逊（804年）
- 韩晔（805年）
- 齐照（813年）
- 李倨（长庆年间）
- 周墀（830年）
- 封敖（开成年间）
- 李方玄（841年—844年）
- 杜牧（844年—846年）
- 王傅之（大中初年）
- 杜慥（853年）
- 卫某（863年）
- 颜标（869年前）
- 庾崇（869年）
- 卢肇（咸通年间）
- 李宽（咸通年间）
- 郑荛（876年—878年）
- 窦潏（乾符末年—882年）
- 赵锽（887年）
- 赵乾之（888年）
- 陶雅（888年）
- 韩守威（889年）
- 陶雅（景福年间）
- 李滉（乾宁年间）
- 张某（唐昭宗时）
- 陈璋（906年）
- 崔行检
- 孙愿
- 吕师造（唐末）